# Magyar női kosárlabda-bajnokság (első osztály)
A magyar női kosárlabda-bajnokság (első osztálya: NB I. A csoport) 1933 óta kerül megrendezésre. A bajnokságot az első években a Magyar Atlétikai Szövetség, 1943 óta a Magyar Kosárlabdázók Országos Szövetsége írja ki és rendezi meg.
A legtöbb bajnoki címet a BSE nyerte, 21-szer győztek (beszámítva az egyesülés miatt jogelőd Bp. Petőfi címeit is).
A BSE (Bp. VTSK) jogutódja a Bp. Petőfi (Közalkalmazottak SE, Bp. Petőfi Tervhivatal, Bp. Bástya Tervhivatal) csapatának, az MTK (III. ker. Vörös Lobogó, Bp. Vörös Lobogó, MTK-VM) pedig a Bp. Vörös Meteornak.

## Lebonyolítási rendszer
- Alapszakasz: körmérkőzéses rendszerben (22 forduló)
- Rájátszás: 1-8. helyezettek play-off rendszerben (2 győzelemig, a döntőben 3 győzelemig), 9-12. helyezettek körmérkőzéssel

## Csapatok a 2024–2025-ös idényben[1]
| Csapat                             | Város          | Sportcsarnok                                          | Befogadóképesség |
| ---------------------------------- | -------------- | ----------------------------------------------------- | ---------------- |
| BKG-PRIMA NATURA Szigetszentmiklós | Budapest       | Szigetszentmiklósi Városi Sport- és Rendezvénycsarnok | 1540             |
| Darazsak Sportakadémia             | Sopron         | Novomatic Aréna                                       | 1750             |
| Dávid Kornél KA                    | Székesfehérvár | Alba Regia Sportcsarnok                               | 1800             |
| DVTK HUNTHERM                      | Miskolc        | DVTK Multifunkciós Sportcsarnok Centerpálya           | 3550             |
| E.ON ELTE BEAC                     | Budapest       | Gabányi László Sportcsarnok                           | 1050             |
| NKA Universitas Pécs               | Pécs           | Lauber Dezső Sportcsarnok                             | 2000             |
| SERCO UNI Győr                     | Győr           | Egyetemi Csarnok                                      | 1370             |
| Sopron Basket                      | Sopron         | Novomatic Aréna                                       | 1750             |
| TARR KSC Szekszárd                 | Szekszárd      | Szekszárdi Szabadidőközpont                           | 850              |
| TFSE-MTK                           | Budapest       | Dr. Koltai Jenő Sportközpont                          | 1308             |
| Vasas Akadémia                     | Budapest       | Pasaréti Sportcentrum                                 | 299              |
| VBW CEKK Cegléd                    | Cegléd         | Albertirsa Sportcsarnok                               | 200              |

## Az eddigi érmesek
| Évad      | 1. hely                                                    | 2. hely                                                    | 3. hely                                                    |
| --------- | ---------------------------------------------------------- | ---------------------------------------------------------- | ---------------------------------------------------------- |
| 1933      | TFSC                                                       | BEAC                                                       | Közgazdasági Egyetem AC                                    |
| 1939      | TFSC                                                       | BEAC                                                       | Pestújhelyi SC                                             |
| 1939–40   | BSzKRt SE                                                  | BEAC                                                       | TFSC                                                       |
| 1940–41   | Gamma SE                                                   | TFSC                                                       | BEAC                                                       |
| 1941–42   | TFSE                                                       | Csokor NAMI SE                                             | BBTE                                                       |
| 1943      | NAMI SE                                                    | BBTE                                                       | TFSE                                                       |
| 1944      | TFSE                                                       | Futura TE                                                  | BBTE                                                       |
| 1945      | IX. ker. MADISZ Dózsa TE                                   | IX. ker. MADISZ TE                                         | Wolfner SE                                                 |
| 1945–46   | IX. ker. MADISZ Dózsa TE                                   | TFSE                                                       | Közalkalmazottak SE                                        |
| 1946–47   | Közalkalmazottak SE                                        | TFSE                                                       | Postás SE                                                  |
| 1947–48   | Közalkalmazottak SE                                        | Előre SE                                                   | BSE                                                        |
| 1948–49   | Közalkalmazottak SE                                        | Előre SE                                                   | Szolnoki Lokomotív                                         |
| 1949–50   | Közalkalmazottak SE                                        | Előre SE                                                   | Szegedi Postás                                             |
| 1950      | Közalkalmazottak SE                                        | Bp. Előre                                                  | Szolnoki Lokomotív                                         |
| 1951      | Bp. Petőfi                                                 | Bp. Előre                                                  | Bp. Lokomotív                                              |
| 1952      | Bp. Petőfi                                                 | Bp. Előre                                                  | III. ker. Vörös Lobogó                                     |
| 1953      | Bp. Vörös Lobogó                                           | Bp. Petőfi Tervhivatal                                     | Bp. Vörös Meteor                                           |
| 1954      | Bp. Petőfi Tervhivatal                                     | Bp. Vörös Meteor                                           | Bp. Vörös Lobogó                                           |
| 1955      | Bp. Bástya Tervhivatal                                     | Bp. Vörös Meteor                                           | Bp. Vörös Lobogó                                           |
| 1956      | Bp. Vörös Lobogó                                           | Bp. Bástya Tervhivatal                                     | Bp. Vörös Meteor                                           |
| 1957      | Bp. VTSK                                                   | MTK                                                        | Bp. Petőfi                                                 |
| 1957–58   | Bp. Vörös Meteor                                           | BVSC                                                       | Bp. Petőfi                                                 |
| 1958–59   | Bp. Petőfi                                                 | Bp. Vörös Meteor                                           | Diósgyőri VTK                                              |
| 1959–60   | Bp. VTSK                                                   | Bp. Vörös Meteor                                           | Bp. Petőfi                                                 |
| 1960–61   | Bp. Vörös Meteor                                           | MTK                                                        | Bp. Petőfi                                                 |
| 1961–62   | MTK                                                        | Bp. Vörös Meteor                                           | Bp. VTSK                                                   |
| 1962–63   | MTK                                                        | Bp. Petőfi                                                 | Bp. Vörös Meteor                                           |
| 1964      | MTK                                                        | Székesfehérvári VT Vasas                                   | Bp. Vörös Meteor                                           |
| 1965      | MTK                                                        | Székesfehérvári VT Vasas                                   | Bp. Előre                                                  |
| 1966      | MTK                                                        | Bp. Vörös Meteor                                           | Székesfehérvári VT Vasas                                   |
| 1967      | Bp. VTSK                                                   | Székesfehérvári VT Vasas                                   | MTK                                                        |
| 1968      | MTK                                                        | Bp. VTSK                                                   | Videoton SC                                                |
| 1969      | MTK                                                        | Bp. VTSK                                                   | Videoton SC                                                |
| 1970      | Bp. Vörös Meteor                                           | Videoton SC                                                | TFSE                                                       |
| 1971      | TFSE                                                       | Videoton SC                                                | BSE                                                        |
| 1972      | MTK                                                        | BSE                                                        | TFSE                                                       |
| 1973      | BSE                                                        | MTK                                                        | Bp. Spartacus                                              |
| 1974      | BSE                                                        | MTK                                                        | Bp. Spartacus                                              |
| 1975      | Bp. Spartacus                                              | MTK-VM                                                     | BSE                                                        |
| 1976      | Bp. Spartacus                                              | MTK-VM                                                     | BSE                                                        |
| 1977      | BSE                                                        | MTK-VM                                                     | Bp. Spartacus                                              |
| 1978      | BSE                                                        | Bp. Vasas Izzó                                             | MTK-VM                                                     |
| 1979      | BSE                                                        | Bp. Spartacus                                              | Bp. Vasas Izzó                                             |
| 1980–81   | BSE                                                        | KSI                                                        | Bp. Spartacus                                              |
| 1981–82   | Bp. Spartacus                                              | BSE                                                        | Bp. Vasas Izzó                                             |
| 1982–83   | Tungsram SC                                                | BSE                                                        | Bp. Spartacus                                              |
| 1983–84   | Tungsram SC                                                | BSE                                                        | Bp. Spartacus                                              |
| 1984–85   | Tungsram SC                                                | BSE                                                        | Pécsi VSK                                                  |
| 1985–86   | BSE                                                        | MTK-VM                                                     | Tungsram SC                                                |
| 1986–87   | Tungsram SC                                                | Pécsi VSK                                                  | BSE                                                        |
| 1987–88   | BSE                                                        | Tungsram SC                                                | MTK-VM                                                     |
| 1988–89   | MTK-VM                                                     | BEAC-Gépszev                                               | Tungsram SC                                                |
| 1989–90   | BEAC-Gépszev                                               | MTK-VM                                                     | Tungsram SC                                                |
| 1990–91   | MTK-VM                                                     | Tungsram SC                                                | BEAC-Gépszev-Villért                                       |
| 1991–92   | Pécsi VSK-Co-Order                                         | Diósgyőri KSK-SeM                                          | Tungsram SC                                                |
| 1992–93   | Soproni VSE-GYSEV                                          | MTK-Citadella Night Club                                   | Diósgyőri KSK-SeM                                          |
| 1993–94   | Tungsram SC                                                | Diósgyőri KSK-SeM                                          | Pécsi VSK-Dália                                            |
| 1994–95   | Pécsi VSK-Dália                                            | BSE                                                        | Diósgyőri KSK-SeM                                          |
| 1995–96   | Pécsi VSK-Dália                                            | Diósgyőri KSK                                              | BSE                                                        |
| 1996–97   | Ferencvárosi TC                                            | BSE                                                        | Pécsi VSK-Dália                                            |
| 1997–98   | Pécsi VSK-Dália-Dalmand                                    | GYSEV-Ringa Sopron                                         | Soproni Postás                                             |
| 1998–99   | GYSEV-Ringa Sopron                                         | Pécsi VSK-MiZo                                             | BSE-ESMA                                                   |
| 1999–2000 | MiZo-Pécsi VSK                                             | GYSEV-Ringa Sopron                                         | Ferencvárosi TC-Diego                                      |
| 2000–01   | MiZo-Pécsi VSK                                             | GYSEV-Ringa Sopron                                         | Soproni Postás-Tabán Trafik                                |
| 2001–02   | GYSEV-Ringa Sopron                                         | MiZo-Pécsi VSK                                             | Soproni Postás-Tabán Trafik                                |
| 2002–03   | MiZo-Pécsi VSK                                             | Soproni Postás                                             | GYSEV-Orsi Sopron                                          |
| 2003–04   | MiZo-Pécsi VSK                                             | Szolnoki MÁV-Coop                                          | Euroleasing-Orsi Sopron                                    |
| 2004–05   | MiZo-Pécsi VSK                                             | MKB-Euroleasing Sopron                                     | Diósgyőri KSK                                              |
| 2005–06   | MiZo Pécs                                                  | MKB-Euroleasing Sopron                                     | BSE-ESMA                                                   |
| 2006–07   | MKB-Euroleasing Sopron                                     | MiZo Pécs                                                  | Szeviép Szeged                                             |
| 2007–08   | MKB-Euroleasing Sopron                                     | MiZo Pécs 2010                                             | Szeviép Szeged                                             |
| 2008–09   | MKB-Euroleasing Sopron                                     | Szeviép Szeged                                             | MiZo Pécs 2010                                             |
| 2009–10   | MiZo Pécs 2010                                             | MKB-Euroleasing Sopron                                     | Szeviép Szeged                                             |
| 2010–11   | MKB-Euroleasing Sopron                                     | Pécs 2010                                                  | Zalaegerszegi TE NKK                                       |
| 2011–12   | UNI SEAT Győr                                              | Uniqa-Euroleasing Sopron                                   | Pécs 2010                                                  |
| 2012–13   | Uniqa-Euroleasing Sopron                                   | Hat-Agro UNI Győr                                          | PINKK-Pécsi 424                                            |
| 2013–14   | PINKK-Pécsi 424                                            | PEAC-Pécs                                                  | Uniqa-Euroleasing Sopron                                   |
| 2014–15   | Uniqa-Euroleasing Sopron                                   | Aluinvent-Diósgyőri VTK-Miskolc                            | CMB Cargo-UNI Győr                                         |
| 2015–16   | Uniqa Sopron                                               | CMB Cargo-UNI Győr                                         | PINKK-Pécsi 424                                            |
| 2016–17   | Uniqa Sopron                                               | Atomerőmű KSC Szekszárd                                    | VBW CEKK Cegléd                                            |
| 2017–18   | Sopron Basket                                              | Atomerőmű KSC Szekszárd                                    | CMB Cargo-UNI Győr                                         |
| 2018–19   | Sopron Basket                                              | Aluinvent Diósgyőri VTK-Miskolc                            | Zalaegerszegi TE NNK                                       |
| 2019–20   | a bajnokság az alapszakasz 21. fordulója után félbeszakadt | a bajnokság az alapszakasz 21. fordulója után félbeszakadt | a bajnokság az alapszakasz 21. fordulója után félbeszakadt |
| 2020–21   | Sopron Basket                                              | Atomerőmű KSC Szekszárd                                    | CMB Cargo-UNI Győr                                         |
| 2021–22   | Sopron Basket                                              | Atomerőmű KSC Szekszárd                                    | Diósgyőri VTK                                              |
| 2022–23   | Sopron Basket                                              | SERCO UNI Győr                                             | DVTK Hun-Therm                                             |
| 2023–24   | DVTK Hun-Therm                                             | SERCO UNI Győr                                             | Tarr KSC Szekszárd                                         |

## Lásd még
- Magyar férfi kosárlabda-bajnokság (első osztály)
- Magyar női kosárlabdakupa